# Bep Vriend
Bep Vriend (ur.  1946) – holenderska brydżystka z tytułami World Grand Master w kategorii Women (WBF) oraz European Grand Master i European Champion w kategoriach Women i Mixed (EBL).
Bep Vriend jest profesjonalną brydżystką, autorką książek brydżowych i nauczycielką brydża.
Jej partnerkami były: Petra Kaas (1974–1987), Carla Arnolds (1988–1994 oraz 2004–2011), Marijke van der Pas (1995–2003). W roku 2012 zrezygnowała z gier w drużynach Kobiet.
Była trenerem (couch) reprezentacji juniorów Holandii na Młodzieżowych Mistrzostwach Europy: w  oku 1994 w Papendal, w roku 1996 w Cardiff oraz w roku 1998 w Wiedniu.
Jest honorowym członkiem Holenderskiej Federacji Brydża (Dutch Bridge Federation). W roku 2008 otrzymała Królewskie wyróżnienie za jej wkład w rozwój brydża.
Jej mężem i partnerem w mikstach jest Anton Maas, trener reprezentacji Holandii.

## Wyniki brydżowe

### Olimpiady
Na olimpiadach uzyskała następujące rezultaty:
| Olimpiady brydżowe. Zawody teamów | Olimpiady brydżowe. Zawody teamów | Olimpiady brydżowe. Zawody teamów   | Olimpiady brydżowe. Zawody teamów | Olimpiady brydżowe. Zawody teamów | Olimpiady brydżowe. Zawody teamów |
| Rok                               | Miejsce                           | Zawody                              | Kategoria                         | Drużyna                           | Pozycja                           |
| --------------------------------- | --------------------------------- | ----------------------------------- | --------------------------------- | --------------------------------- | --------------------------------- |
| 2012                              | Lille                             | 2 Olimpiada Sportów Umysłowych      | Seniorzy                          | Netherlands                       | 9                                 |
| 2008                              | Pekin                             | 1 Olimpiada Sportów Umysłowych      | Kobiety                           | Netherlands                       | 9                                 |
| 2004                              | Stambuł                           | 12 Olimpiada Teamów                 | Kobiety                           | Netherlands                       | 5                                 |
| 2002                              | Salt Lake City                    | 4 Mistrzostwa o Wielką Nagrodę MKOL | Kobiety                           | Netherlands                       | 3                                 |
| 2000                              | Maastricht                        | 11 Olimpiada Brydżowa               | Kobiety                           | Netherlands                       | 5                                 |
| 1999                              | Lozanna                           | 2 Mistrzostwa o Wielką Nagrodę MKOL | Kobiety                           | Europe                            | 1                                 |
| 1996                              | Rodos                             | 10 Olimpiada Teamów                 | Kobiety                           | Netherlands                       | 5                                 |
| 1992                              | Salsomaggiore                     | 9 Olimpiada Teamów                  | Kobiety                           | Netherlands                       | 5                                 |
| 1988                              | Wenecja                           | 8 Olimpiada Teamów                  | Kobiety                           | Netherlands                       | 13                                |
| 1984                              | Seattle                           | 7 Olimpiada Teamów                  | Kobiety                           | Netherlands                       | 3                                 |
| 1980                              | Valkenburg                        | 6 Olimpiada Teamów                  | Kobiety                           | Netherlands                       | 9                                 |

### Zawody światowe
W światowych zawodach zdobyła następujące lokaty:
| Mistrzostwa Świata. Konkurencja teamów | Mistrzostwa Świata. Konkurencja teamów | Mistrzostwa Świata. Konkurencja teamów         | Mistrzostwa Świata. Konkurencja teamów | Mistrzostwa Świata. Konkurencja teamów | Mistrzostwa Świata. Konkurencja teamów |
| Rok                                    | Miejsce                                | Zawody                                         | Kategoria                              | Drużyna                                | Pozycja                                |
| -------------------------------------- | -------------------------------------- | ---------------------------------------------- | -------------------------------------- | -------------------------------------- | -------------------------------------- |
| 2012                                   | Lille                                  | 5 Otwarte Mistrzostwa Świata Teamów Mikstowych | Miksty                                 | Birman                                 | 9                                      |
| 2011                                   | Veldhoven                              | 40 Mistrzostwa Świata Teamów                   | Kobiety                                | Netherlands                            | 3                                      |
| 2010                                   | Filadelfia                             | 13 Seria Mistrzostw Świata                     | Kobiety                                | Netherlands                            | 2                                      |
| 2007                                   | Szanghaj                               | 38 Mistrzostwa Świata Teamów                   | Trans                                  | Dutch Ladies                           | 66                                     |
| 2007                                   | Szanghaj                               | 38 Mistrzostwa Świata Teamów                   | Kobiety                                | Netherlands                            | 9                                      |
| 2006                                   | Werona                                 | 12 Mistrzostwa Świata                          | Kobiety                                | Netherlands                            | 9                                      |
| 2005                                   | Estoril                                | 37 Mistrzostwa Świata Teamów                   | Kobiety                                | Netherlands                            | 3                                      |
| 2003                                   | Monte Carlo                            | 36 Mistrzostwa Świata Teamów                   | Kobiety                                | Netherlands                            | 3                                      |
| 2002                                   | Montreal                               | 11 Mistrzostwa Świata                          | Kobiety                                | Vriend                                 | 4                                      |
| 2001                                   | Paryż                                  | 35 Mistrzostwa Świata Teamów                   | Kobiety                                | Netherlands                            | 9                                      |
| 2000                                   | Southampton                            | 34 Mistrzostwa Świata Teamów                   | Kobiety                                | Netherlands                            | 1                                      |
| 1998                                   | Lille                                  | 10 Mistrzostwa Świata                          | Kobiety                                | Franken                                | 9                                      |
| 1997                                   | Hammamet                               | 33 Mistrzostwa Świata Teamów                   | Kobiety                                | Netherlands                            | 7                                      |
| 1996                                   | Rodos                                  | 1 Mistrzostwa Świata Teamów Mikstowych         | Miksty                                 | Maas                                   | 38                                     |
| 1994                                   | Albuquerque                            | 9 Mistrzostwa Świata                           | Kobiety                                | Vriend                                 | 9                                      |
| 1991                                   | Jokohama                               | 30 Mistrzostwa Świata Teamów                   | Kobiety                                | Netherlands                            | 9                                      |
| 1989                                   | Perth                                  | 29 Mistrzostwa Świata Teamów                   | Kobiety                                | Netherlands                            | 2                                      |
| 1986                                   | Miami Beach                            | 7 Mistrzostwa Świata                           | Open                                   | Spek                                   | 19                                     |

| Mistrzostwa Świata. Konkurencja par | Mistrzostwa Świata. Konkurencja par | Mistrzostwa Świata. Konkurencja par | Mistrzostwa Świata. Konkurencja par | Mistrzostwa Świata. Konkurencja par | Mistrzostwa Świata. Konkurencja par |
| Rok                                 | Miejsce                             | Zawody                              | Kategoria                           | Partner                             | Pozycja                             |
| ----------------------------------- | ----------------------------------- | ----------------------------------- | ----------------------------------- | ----------------------------------- | ----------------------------------- |
| 2010                                | Filadelfia                          | 13 Mistrzostwa Świata               | Miksty                              | Anton Maas                          | 108                                 |
| 2010                                | Filadelfia                          | 13 Mistrzostwa Świata               | Kobiety                             | Carla Arnolds                       | 3                                   |
| 2006                                | Werona                              | 12 Mistrzostwa Świata               | Kobiety                             | Carla Arnolds                       | 7                                   |
| 2006                                | Werona                              | 12 Mistrzostwa Świata               | Miksty                              | Anton Maas                          | 36                                  |
| 2002                                | Montreal                            | 11 Mistrzostwa Świata               | Kobiety                             | Marijke van der Pas                 | 11                                  |
| 2002                                | Montreal                            | 11 Mistrzostwa Świata               | Miksty                              | Anton Maas                          | 9                                   |
| 1998                                | Lille                               | 10 Mistrzostwa Świata               | Kobiety                             | Carla Arnolds                       | 5                                   |
| 1998                                | Lille                               | 10 Mistrzostwa Świata               | Miksty                              | Anton Maas                          | 8                                   |
| 1994                                | Albuquerque                         | 9 Mistrzostwa Świata                | Kobiety                             | Carla Arnolds                       | 1                                   |
| 1990                                | Genewa                              | 8 Mistrzostwa Świata                | Kobiety                             | Carla Arnolds                       | 3                                   |
| 1990                                | Genewa                              | 8 Mistrzostwa Świata                | Miksty                              | Anton Maas                          | 8                                   |
| 1982                                | Biarritz                            | 6 Mistrzostwa Świata                | Miksty                              | Anton Maas                          | 32                                  |

| Mistrzostwa Świata. Konkurencja indywidualna | Mistrzostwa Świata. Konkurencja indywidualna | Mistrzostwa Świata. Konkurencja indywidualna | Mistrzostwa Świata. Konkurencja indywidualna | Mistrzostwa Świata. Konkurencja indywidualna | Mistrzostwa Świata. Konkurencja indywidualna |
| Rok                                          | Miejsce                                      | Zawody                                       | Kategoria                                    | Pozycja                                      |                                              |
| -------------------------------------------- | -------------------------------------------- | -------------------------------------------- | -------------------------------------------- | -------------------------------------------- | -------------------------------------------- |
| 2004                                         | Werona                                       | 6 Indywidualne Mistrzostwa Świata            | Kobiety                                      | 23                                           |                                              |
| 2000                                         | Ateny                                        | 5 Indywidualne Mistrzostwa Świata            | Kobiety                                      | 20                                           |                                              |
| 1998                                         | Ajaccio                                      | 4 Indywidualne Mistrzostwa Świata            | Kobiety                                      | 24                                           |                                              |
| 1994                                         | Paryż                                        | 2 Indywidualne Mistrzostwa Świata            | Kobiety                                      | 7                                            |                                              |

### Zawody europejskie
W europejskich zawodach zdobyła następujące lokaty:
| Zawody europejskie. Konkurencja teamów | Zawody europejskie. Konkurencja teamów | Zawody europejskie. Konkurencja teamów | Zawody europejskie. Konkurencja teamów | Zawody europejskie. Konkurencja teamów | Zawody europejskie. Konkurencja teamów |
| Rok                                    | Miejsce                                | Zawody                                 | Kategoria                              | Drużyna                                | Pozycja                                |
| -------------------------------------- | -------------------------------------- | -------------------------------------- | -------------------------------------- | -------------------------------------- | -------------------------------------- |
| 2012                                   | Dublin                                 | 51. Mistrzostwa Europy Teamów          | Seniorzy                               | Netherlands                            | 8                                      |
| 2011                                   | Poznań                                 | 5. Otwarte Mistrzostwa Europy          | Kobiety                                | Netherlands Women 1                    | 2                                      |
| 2011                                   | Poznań                                 | 5. Otwarte Mistrzostwa Europy          | Miksty                                 | Vriend                                 | 2                                      |
| 2009                                   | San Remo                               | 4 Otwarte Mistrzostwa Europy           | Kobiety                                | Dutch orange                           | 9                                      |
| 2009                                   | San Remo                               | 4 Otwarte Mistrzostwa Europy           | Miksty                                 | Vriend                                 | 5                                      |
| 2008                                   | Pau                                    | 49 Mistrzostwa Europy Teamów           | Kobiety                                | Netherlands                            | 8                                      |
| 2007                                   | Antalya                                | 3 Otwarte Mistrzostwa Europy           | Miksty                                 | Vriend                                 | 9                                      |
| 2007                                   | Antalya                                | 3 Otwarte Mistrzostwa Europy           | Kobiety                                | NL Women1                              | 1                                      |
| 2006                                   | Warszawa                               | 48 Mistrzostwa Europy Teamów           | Kobiety                                | Netherlands                            | 2                                      |
| 2005                                   | Teneryfa                               | 2 Otwarte Mistrzostwa Europy           | Miksty                                 | Armstrong                              | 5                                      |
| 2004                                   | Malmö                                  | 47 Mistrzostwa Europy Teamów           | Kobiety                                | Netherlands                            | 2                                      |
| 2003                                   | Mentona                                | 1 Otwarte Mistrzostwa Europy           | Miksty                                 | Vriend                                 | 96                                     |
| 2003                                   | Mentona                                | 1 Otwarte Mistrzostwa Europy           | Kobiety                                | Vriend                                 | 2                                      |
| 2002                                   | Salsomaggiore                          | 46 Mistrzostwa Europy Teamów           | Kobiety                                | Netherlands                            | 1                                      |
| 2002                                   | Ostenda                                | 7 Mistrzostwa Europy Mikstów           | Miksty                                 | Vriend                                 | 26                                     |
| 2001                                   | Teneryfa                               | 45 Mistrzostwa Europy Teamów           | Kobiety                                | Netherlands                            | 2                                      |
| 1999                                   | Malta                                  | 44 Mistrzostwa Europy Teamów           | Kobiety                                | Netherlands                            | 4                                      |
| 1998                                   | Akwizgran                              | 5 Mistrzostwa Europy Mikstów           | Miksty                                 | Vriend                                 | 12                                     |
| 1997                                   | Montecatini                            | 43 Mistrzostwa Europy Teamów           | Kobiety                                | Netherlands                            | 5                                      |
| 1995                                   | Vilamoura                              | 42 Mistrzostwa Europy Teamów           | Kobiety                                | Netherlands                            | 12                                     |
| 1994                                   | Barcelona                              | 3 Mistrzostwa Europy Mikstów           | Miksty                                 | Van der Pas                            | 1                                      |
| 1993                                   | Mentona                                | 41 Mistrzostwa Europy Teamów           | Kobiety                                | Netherlands                            | 7                                      |
| 1992                                   | Ostenda                                | 2 Mistrzostwa Europy Mikstów           | Miksty                                 | Tammens                                | 3                                      |
| 1991                                   | Killarney                              | 40 Mistrzostwa Europy Teamów           | Kobiety                                | Netherlands                            | 3                                      |
| 1990                                   | Bordeaux                               | 1 Mistrzostwa Europy Mikstów           | Miksty                                 | Vriend                                 | 37                                     |
| 1989                                   | Turku                                  | 39 Mistrzostwa Europy Teamów           | Kobiety                                | Netherlands                            | 2                                      |
| 1987                                   | Brighton                               | 38 Mistrzostwa Europy Teamów           | Kobiety                                | Netherlands                            | 4                                      |
| 1983                                   | Wiesbaden                              | 36 Mistrzostwa Europy Teamów           | Kobiety                                | Netherlands                            | 2                                      |
| 1981                                   | Birmingham                             | 35 Mistrzostwa Europy Teamów           | Kobiety                                | Netherlands                            | 9                                      |
| 1979                                   | Lozanna                                | 34 Mistrzostwa Europy Teamów           | Kobiety                                | Netherlands                            | 3                                      |

| Zawody europejskie. Konkurencja par | Zawody europejskie. Konkurencja par | Zawody europejskie. Konkurencja par | Zawody europejskie. Konkurencja par | Zawody europejskie. Konkurencja par | Zawody europejskie. Konkurencja par |
| Rok                                 | Miejsce                             | Zawody                              | Kategoria                           | Partner                             | Pozycja                             |
| ----------------------------------- | ----------------------------------- | ----------------------------------- | ----------------------------------- | ----------------------------------- | ----------------------------------- |
| 2011                                | Poznań                              | 5. Otwarte Mistrzostwa Europy       | Kobiety                             | Carla Arnolds                       | 1                                   |
| 2009                                | San Remo                            | 4 Otwarte Mistrzostwa Europy        | Kobiety                             | Carla Arnolds                       | 24                                  |
| 2009                                | San Remo                            | 4 Otwarte Mistrzostwa Europy        | Miksty                              | Anton Maas                          | 196                                 |
| 2007                                | Antalya                             | 3 Otwarte Mistrzostwa Europy        | Kobiety                             | Carla Arnolds                       | 1                                   |
| 2007                                | Antalya                             | 3 Otwarte Mistrzostwa Europy        | Miksty                              | Anton Maas                          | 47                                  |
| 2003                                | Mentona                             | 1 Otwarte Mistrzostwa Europy        | Kobiety                             | Carla Arnolds                       | 5                                   |
| 2003                                | Mentona                             | 1 Otwarte Mistrzostwa Europy        | Mikst                               | Anton Maas                          | 1                                   |
| 2002                                | Ostenda                             | 7 Mistrzostwa Europy Mikstów        | Mikst                               | Anton Maas                          | 42                                  |
| 2000                                | Bellaria                            | 6 Mistrzostwa Europy Mikstów        | Mikst                               | Anton Maas                          | 88                                  |
| 1998                                | Akwizgran                           | 5 Mistrzostwa Europy Mikstów        | Mikst                               | Anton Maas                          | 19                                  |
| 1997                                | Montecatini                         | 6 Mistrzostwa Europy Par Kobiet     | Kobiety                             | Marijke van der Pas                 | 6                                   |
| 1997                                | Haga                                | 9 Mistrzostwa Europy Par            | Open                                | Marijke van der Pas                 | 15                                  |
| 1996                                | Monte Carlo                         | 4 Mistrzostwa Europy Mikstów        | Mikst                               | Anton Maas                          | 61                                  |
| 1995                                | Vilamoura                           | 42 Mistrzostwa Europy Teamów        | Kobiety                             | Marijke van der Pas                 | 8                                   |
| 1995                                | Rzym                                | 8 Mistrzostwa Europy Par            | Open                                | Carla Arnolds                       | 176                                 |
| 1994                                | Barcelona                           | 3 Mistrzostwa Europy Mikstów        | Miksty                              | Anton Maas                          | 20                                  |
| 1993                                | Mentona                             | 4 Mistrzostwa Europy Kobiet         | Kobiety                             | Carla Arnolds                       | 1                                   |
| 1992                                | Ostenda                             | 2 Mistrzostwa Europy Mikstów        | Mikst                               | Anton Maas                          | 4                                   |
| 1991                                | Montecatini                         | 6 Mistrzostwa Europy Par            | Open                                | Anton Maas                          | 42                                  |
| 1991                                | Killarney                           | 1 Mistrzostwa Europy Mikstów        | Kobiety                             | Carla Arnolds                       | 8                                   |
| 1990                                | Bordeaux                            | 1 Mistrzostwa Europy Mikstów        | Mikst                               | Anton Maas                          | 8                                   |
| 1989                                | Salsomaggiore                       | 5 Mistrzostwa Europy Par            | Open                                | Carla Arnolds                       | 86                                  |
| 1989                                | Turku                               | 39 Mistrzostwa Europy Teamów        | Kobiety                             | Carla Arnolds                       | 7                                   |
| 1987                                | Paryż                               | 4 Mistrzostwa Europy Par            | Open                                | Anton Maas                          | 183                                 |
| 1987                                | Brighton                            | 4 Mistrzostwa Europy Par            | Kobiety                             | Marijke Erich van Mechelen          | 25                                  |

## Klasyfikacja
- Bep Vriend – klasyfikacja WBF (ang.)
- Bep Vriend – klasyfikacja EBL (ang.)